# Kiskőrös
Kiskőrös è una città dell'Ungheria situato nella contea di Bács-Kiskun, nell'Ungheria meridionale di 14 452 abitanti (dati 2009)

## Società

### Evoluzione demografica
Secondo i dati del censimento 2001 il 95,8% degli abitanti è di etnia ungherese, il 3,1% di etnia slovacca